# Ragdale
Ragdale – wieś w Anglii, w Leicestershire, w dystrykcie Melton, w civil parish Hoby with Rotherby. W 1931 roku civil parish liczyła 104 mieszkańców. Ragdale jest wspomniana w Domesday Book (1086) jako Ragendel(e).